# Mesoraphidiidae
Mesoraphidiidae (лат.) — семейство вымерших насекомых из отряда верблюдок, существовавшее со средней юры по верхний мел включительно.

## Описание
Было установлено отечественным палеоэнтомологом Андреем Мартыновым в 1925 году. Насчитывает 60 видов в составе 24 родов. Иногда в состав Mesoraphidiidae включают также семейство Metaraphidiidae, известное из ранней юры. Как и современные верблюдки, представители Mesoraphidiidae обладали длинным яйцекладом и удлинённой переднегрудью. К Mesoraphidiidae относится Nanoraphidia electroburmica, самая мелкая верблюдка из когда-либо существовавших, длина крыла которой составляет всего 4,5 мм.

## Классификация
Включает 3 подсемейства и более 25 родов. Классификация по данным Engel, 2002 , с дополнениями Bechly & Wolf-Schwenninger, 2011 и Ricardo Pérez-de la Fuente et al (2012):
- MesoraphidiidaeNecroraphidia arcuata
  - Подсемейство Alloraphidiinae

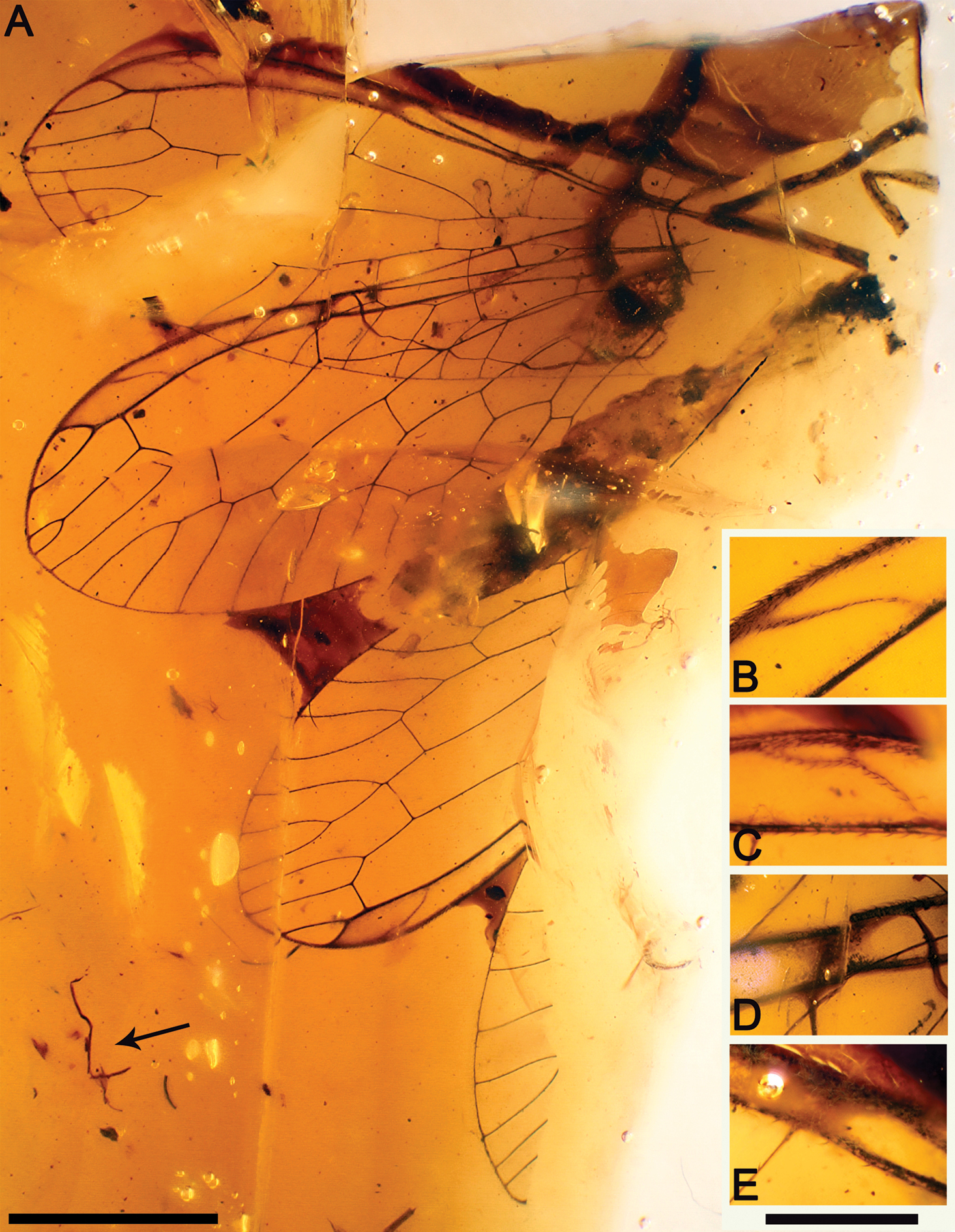
Necroraphidia arcuata

    - Род Alloraphidia Carpenter, 1967
    - Род Archeraphidia Ponomarenko, 1988
    - Род Pararaphidia Willmann, 1994

  - Подсемейство Mesoraphidiinae
    - Род Baisoraphidia Ponomarenko, 1993
    - Род Cretinocellia Ponomarenko, 1988
    - Род Huaxiaraphidia Hong, 1992
    - Род Jilinoraphidia Hong & Chang, 1989
    - Род Kezuoraphidia Willmann, 1994
    - Род Mesoraphidia Martynov, 1925
    - Род Proraphidia Martynova, 1947
    - Род Siboptera Ponomarenko, 1993
    - Род Sinoraphidia Hong, 1982
    - Род Xuraphidia Hong, 1992 Styporaphidia? hispanica
    - Род Yanoraphidia Ren, 1995
    - Триба Nanoraphidiini

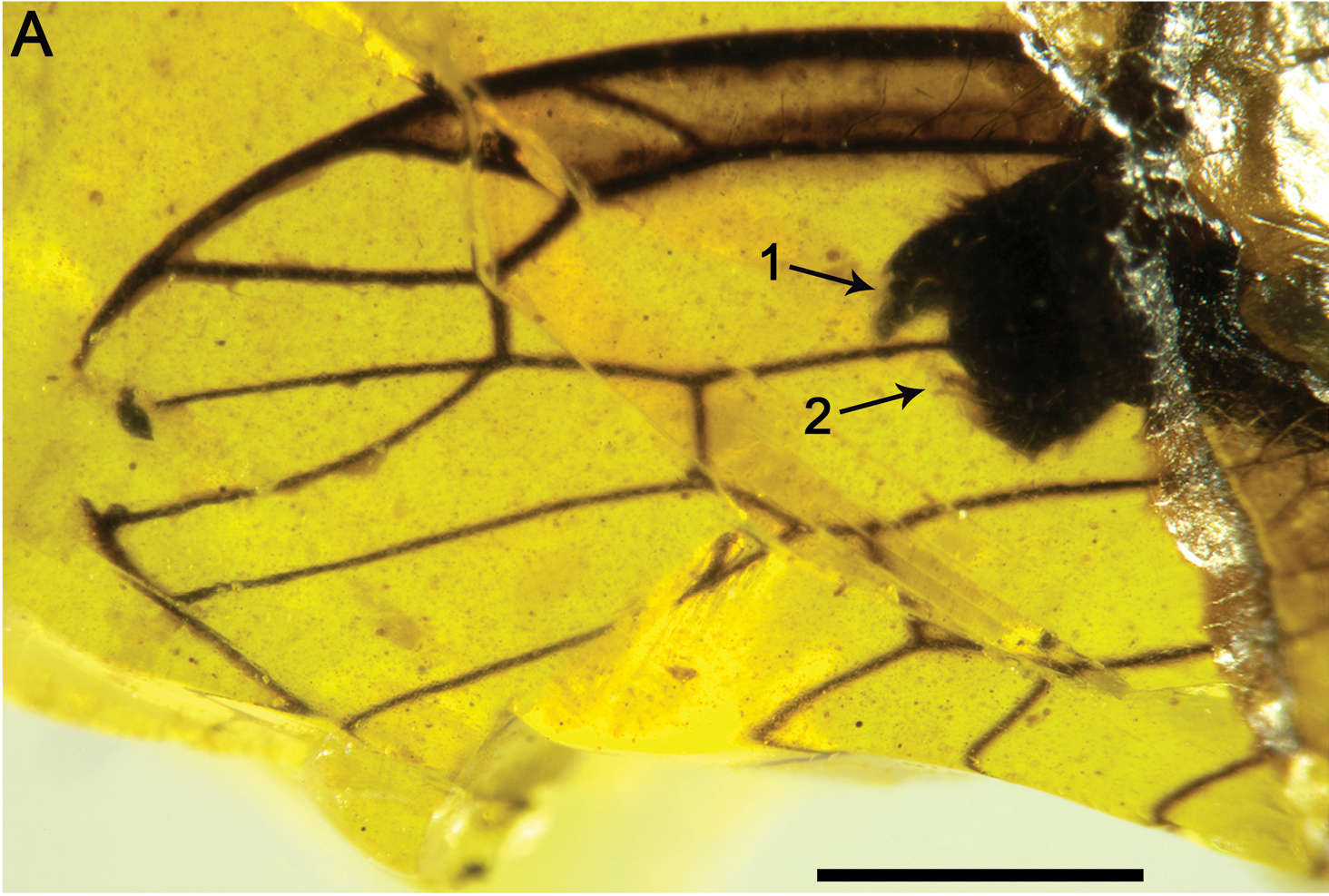
Styporaphidia? hispanica

      - Род Burmoraphidia Liu, Lu & Zhang, 2016[4]
      - Род Cantabroraphidia Pérez-de la Fuente, Nel, Peñalver & Delclòs, 2010
      - Род Dolichoraphidia Liu, Lu & Zhang, 2016[4]
      - Род Grimaldiraphidia Bechly & Wolf-Schwenninger, 2011
      - Род Nanoraphidia Engel, 2002
      - Род Lebanoraphidia Bechly & Wolf-Schwenninger, 2011
      - Род Rhynchoraphidia Liu, Lu & Zhang, 2016[4]

  - Подсемейство Ororaphidiinae
    - Род Caloraphidia Ren, 1997
    - Род Ororaphidia Engel & Ren 2008
    - Род Styporaphidia Engel & Ren 2008

  - «incertae sedis»
    - Род Alavaraphidia Pérez-de la Fuente, Peñalver, Delclòs & Engel, 2012
    - Род Amarantoraphidia Pérez-de la Fuente, Peñalver, Delclòs & Engel, 2012
    - Род Iberoraphidia Jepson, Ansorge & Jarzembowski, 2011
    - Род Necroraphidia Pérez-de la Fuente, Peñalver, Delclòs & Engel, 2012